# Tom Butler (évêque)
Pour les articles homonymes, voir Tom Butler (homonymie) et Butler.
Thomas Frederick Butler (né le 5 mars 1940) est un évêque anglican britannique à la retraite. Il est le neuvième évêque anglican de Southwark. Il est intronisé dans la cathédrale de Southwark le 12 septembre 1998. Il prend sa retraite de ce poste le 5 mars 2010. En 2014, Butler est impliqué dans le processus de transition du nouveau diocèse de Leeds en tant qu '«évêque mentor»; il demeure évêque assistant honoraire de ce diocèse.

## Jeunesse et éducation
Né à Birmingham, Butler fréquente l'école King Edward VI Five Ways à Birmingham et l'Université de Leeds, où il obtient un baccalauréat spécialisé, une maîtrise et un doctorat en électronique. Il se forme pour l'ordination avec les Mirfield Fathers au College of the Resurrection dans le Yorkshire.

## Ministère ordonné
Après l'ordination en 1964, il sert trois ans comme vicaire dans le diocèse d'Ely et le Diocèse de Cantorbéry avant de passer 12 ans comme chargé de cours en électronique et aumônier à l'Université de Zambie puis à l'Université du Kent à Canterbury. Pendant cette période, il fait respectivement partie du personnel de la cathédrale de Lusaka et de la cathédrale de Canterbury. De 1980 à 1985, Butler est archidiacre de Northolt dans le diocèse de Londres.
Butler est consacré évêque le 30 novembre 1985, par Robert Runcie, archevêque de Cantorbéry, à la cathédrale Saint-Paul, pour devenir évêque de la région de Willesden jusqu'à ce qu'il soit nommé évêque diocésain de Leicester en 1991 (son élection est confirmée le 1er juillet) et transféré à Southwark en 1998.
Butler est actif au niveau national et international. Jusqu'en 1995, il préside la suite de « Faith in the City », qui publie le rapport controversé « Staying in the City ». Il préside le Conseil de mission du Synode général de 1995 à 2001 et est ensuite vice-président des affaires publiques du Conseil de la mission. Il est également président des gouverneurs du Ripon College, Cuddesdon. Il est le représentant du Synode général au Conseil religieux des villes intérieures, une initiative mise en place par le ministère de l'Environnement, jusqu'en 2001. Depuis la mi-2003, l'évêque représente l'Église d'Angleterre au comité central du Conseil œcuménique des Églises. Il entre à la Chambre des Lords en 1997.
Les croyances de Butler sont citées comme la raison de certaines ordinations « valides mais irrégulières » dans son diocèse. Andy Fenton, Richard Perkins et Loots Lambrechts sont ordonnés en novembre 2005 à Christ Church, Surbiton, Londres, par Martin Morrison, évêque de l'Église d'Angleterre en Afrique du Sud. Morrison est amené par Richard Coekin, ministre de l'église Dundonald à Wimbledon, en raison d'un différend avec Butler sur des questions liées à l'homosexualité,. Coekin voit ensuite sa licence d'officier révoquée par Butler, mais il est réintégré à la suite d'un appel à l'archevêque de Cantorbéry,.
En décembre 2006, Butler rentre chez lui après une réception à l'ambassade d'Irlande à Londres avec une blessure à la tête, qu'il affirme être incapable de se souvenir d'avoir subie. Il contacte la police affirmant qu'il a été agressé. Il est ensuite suggéré dans les médias que Butler, apparemment sous l'influence de l'alcool, a subi la blessure alors qu'il était retiré de la voiture d'un inconnu dans laquelle il était apparemment monté. L'incident est devenu légendaire en raison du détail qui suggérait qu'il lançait des cadeaux de Noël depuis la voiture en disant "Je suis l'évêque de Southwark, c'est ce que je fais". Dans une interview avec John Humphrys sur l'émission Today de BBC Radio 4, Butler réitère sa déclaration selon laquelle il n'avait pas beaucoup bu, mais a déclaré qu'il craignait de ne pas pouvoir encore rendre compte des trois heures de la soirée en question et qu'il subissait des examens médicaux. Connu dans l'église comme un solide disciplinaire, en particulier lorsqu'il s'agit de jeunes membres du clergé sous l'influence de l'alcool, Butler doit faire face à des appels à sa démission de la part de certains milieux<.
Butler contribue régulièrement à l'émission Thought for the Day de Radio 4 et participe à de nombreuses autres émissions de télévision et de radio nationales et locales. Il co-écrit deux livres avec sa femme Barbara : Just Mission et Just Spirituality in a World of Faiths. Le 7 septembre 2009, il annonce qu'il prendrait sa retraite le jour de son 70e anniversaire, le 5 mars 2010.

## Mariage et famille
Barbara Butler, sa femme, est la secrétaire exécutive de Christians Aware, une organisation caritative impliquée dans l'éducation et le développement. Ils ont deux enfants.

## Retraite
Il prend sa retraite à Wakefield, où il devient évêque assistant honoraire - d'abord du diocèse de Wakefield, puis du diocèse de Leeds. Pendant la "période de transformation" lorsque les diocèses de Ripon et Leeds, de Wakefield et de Bradford sont  dissous et le nouveau diocèse de Leeds fondé, Butler sert comme "évêque mentor" pour le nouveau diocèse (ayant auparavant été évêque diocésain d'un grand diocèse avec un programme de zone), en tant qu'évêque diocésain par intérim de Bradford.